# Храм Аполона Епирског
Баса, Басе, Васе (латински: Bassae, грчки: Βάσσες) у значењу "малa долина у камењу" је археолошки локалитет у североисточном делу старогрчке Аркадије, данас округ Месанија. Смештен је близу села Склирос, североисточно од града Фигалеја, јужно од Андритсајна и западно од Мегалополиса. Најпознатији је по добро сачуваном грчком храму из око 450—400. п. н. е., Храму Аполона Епирског.
Храм је био посвећен Аполону Епирском ("Аполону помагачу"), а изградио га је Иктин, архитекта још славнијих храмова, Атининог храма у Хефесту и Партенона на Атинском акропољу. Древни грчки путописац Паусаниас је у 2. веку хвалио његову архитектуру која засењује све оне у Атини и Тагеји својом лепотом и складом конструкције.
Премда је био географски удаљен од старогрчких полиса, он је један од највише проучаваних храмова због многих његових необичних карактеристика. Управо због његове забачености, заобишла га је судбина других старогрчких храмова: уништење ратовима или током покрштавања. Међутим, данас му прети потпуно нова опасност, кисела киша која брзо отапа кречњак и оштећује његове мраморне украсе. Због тога је прекривен белим шатором како би се сачувао, али и омогућило његово археолошко истраживање.
Он је био први грчки храм који је уписан на УНЕСКО-в списак места Светске баштине у Европи 1986. године.

## Одлике
Храм Аполона Епирског се налази на висини од 1.131 метра надморске висине, на обронку планине Котyлиона, у смеру север-југ, што је у супротности с осталим старогрчким храмовима који су готово увек били у смеру исток-запад. То је због велике косине обронка планине, због чега је улаз у храм морао бити стављен на његову бочну страну.
Храм је размерно скромних димензија, али је имао оригиналне одлике: његов стилобат (платформа основе) износи 38,3 x 14,5 метара, има дорски перистил (опход од стубова) са 6x15 стубова, јонске стубове на трему, и коринтске унутра., а на крову је био отвор за светло. Био је потпуно изграђен од аркадијског кречњака, осим фриза који је био од мермера. Попут других грчких храмова имао је три просторије (naos, pronaos i opisthodomos). Средишње светиште (naos) је било једноставно уређено, наиме садржавало је само скулптуру Аполона, али и богати рељефни фриз на врху зидова око целе просторије. Он је приказивао Амазаномахију (борба Аргонаута с Амазонкама), и Кентауромахију (борба Лапита против Кентаура) Метопе с фриза је уклонио Чарлс Роберт Кокерел и однео их у Британски музеј 1815. године (тзв. "Bassae Marbles", галерија 16.). Он их је искористио као модел за украшавање гипсаним одливима велико степениште музеја Ашмолин и Травелерс Клуба у Лондону.
- Чарлс Кокерел, Реконструкција унутрашњости храма, 1860.
- Изглед храма 1821. (Едвард Додвел)
- Храм данас
- Басе фриз у Британском музеју у Лондону
- Херакле против Амазонке, део фриза

## Спољашне везе
- Грчко министарство културе: Храм Аполона Епирског Архивирано на веб-сајту  (4. март 2008)
- Ископавање храма